# WIN Entertainment Centre
Das WIN Entertainment Centre ist eine Multifunktionsarena in der australischen Stadt Wollongong in New South Wales. Eröffnet wurde sie im September 1998.
In der Halle tragen die Illawarra Hawks, eine Mannschaft der National Basketball League, ihre Heimspiele aus. 